# 2019 في الاتحاد الأوروبي
أحداث 2019 في الاتحاد الأوروبي.

## الأحداث

### كانون الثاني
- شلت العواصف الشتوية الشديدة أجزاء من الدول الاسكندنافية وجبال الألب, بما في ذلك شمال النرويج والسويد وجنوب ألمانيا والنمسا.[1]
- قدرت فرونتكس دخول 150 ألف شخص إلى الاتحاد الأوروبي عبر المعابر غير النظامية في 2018, بانخفاض 92٪ عن الذروة المسجلة في عام 2015, ويرجع ذلك أساساً إلى الانخفاض الكبير في عدد الوافدين من ليبيا والجزائر وتونس باستخدام طريق وسط البحر الأبيض المتوسط عبر إيطاليا.[2]

### آذار
26 آذار - صوت البرلمان الأوروبي بأغلبية 348 مقابل 278 لصالح المادة 13 المثيرة للجدل من توجيه الاتحاد الأوروبي بشأن حقوق النشر في السوق الرقمية الموحدة, والتي توسع المسؤولية القانونية للمواقع الإلكترونية.